# Бен-Невис
Бен-Не́вис (англ. Ben Nevis, гэльск. Beinn Nibheis) — гора в Грампианских горах (область Хайленд, Шотландия). Является высшей точкой Великобритании и Британских островов. Местные жители называют гору сокращённо — Бен.

## Название
Название Бен-Невис произошло от шотландского словосочетания Beinn Nibheis. Beinn — кельтское слово, означающее «гора», а слово Nibheis наиболее часто переводится как «злая», «злобная». По другой версии, название горы происходит от beinn nèamh-bhathais, что в буквальном переводе означает «гора, вершина которой скрыта облаками» (или просто «гора неба»).

## Климат
Климат около горы Бен-Невис очень суровый: 355 дней в году затянуто облаками, из которых 260 дней над горой Бен-Невис происходят сильные бури и выпадает до 4 350 мм осадков ежегодно, а это в 2 раза больше, чем в рядом расположенном городе Форт-Уильям, и в 7 раз больше, чем в Эдинбурге или Лондоне.
Но когда бывает хорошая погода, то с вершины Бен-Невиса открывается живописный вид на 200 км вокруг: видны соседние пики Бен-Ломонд, Бен-Лоуерс, Карн-Эйг, Лиатах, Лохнагар, Морвен и Сгурр-на-Кайх, вершины Кернгормских гор, острова Арран и Джура.